# Arswendy Beningswara
Arswendy Beningswara Nasution, né le 22 novembre 1957 à Jakarta, est un acteur indonésien.

## Biographie
Arswendy a étudié au département des arts de la scène du Institut d'art de Jakarta de 1978 à 1982.

## Filmographie sélective

### Cinéma
- 2022 : Monsieur Domu dans Ngeri-Ngeri Sedap[1].
- 2022 : Darga dans Une femme indonésienne[2].